# مارگار آروستاموف
مارگار هوهانسی آروستاموف (آروستامیان) (ارمنی: Մարգար Հովհաննեսի Առուստամով (Առուստամյան)؛ انگلیسی: Margar Arustamov زاده ۱۸۵۴ - درگذشته ۱۴ نوامبر ۱۹۰۴) پزشک (همه‌گیرشناس) اهل ارمنستان بود. فعالانه در ریشه‌کنی وبا در آستراخان در اواخر سده ۱۹ میلادی مشارکت داشت.

## زندگی‌نامه
وی در ۱۸۵۴ در شوشی به دنیا آمد و در سال ۱۸۷۷ از آکادمی پزشکی-جراحی سن پترزبورگ فارغ‌التحصیل شد. وی به عنوان پزشک ارتشی خدمت نموده است. وی در جنگ روسیه و عثمانی (۱۸۷۷–۱۸۷۸) شرکت نمود.  وی در ۲۷ نوامبر [سبک قدیمی: ۱۴ نوامبر] ۱۹۰۴ در سن سالگی در آرماویر درگذشت و در شوشی به خاک سپرده شد.

## آثار
- author of numerous research works

## یادداشت
1. ↑  Կուբանի մարզ
2. ↑  բժշկական գիտությունների դոկտոր
3. ↑  Կայսերական բժշկա-վիրաբուժական ակադեմիա